# La Vie d'Arséniev
La Vie d'Arséniev (en russe : Жизнь Арсеньева) est une œuvre en prose de l'écrivain russe Ivan Bounine. C'est l'histoire de la formation de la personnalité d'un jeune Russe de province, Alexeï Arséniev, de l'enfance à la maturité : ses premiers souvenirs, ses études au gymnase, ses premiers amours, la connaissance de la mort, ses voyages.
Une grande partie de cette œuvre a été achevée en 1929, en France, à Grasse. Les premières publications de certains chapitres ont commencé en 1927, dans le journal parisien Rossia. Trois ans plus tard, l'auteur a commencé à écrire la dernière partie intitulée Lika. En 1930, est sorti un livre séparé intitulé Vie d'Arséniev (à Paris, aux éditions Sovreménnye zapiski).

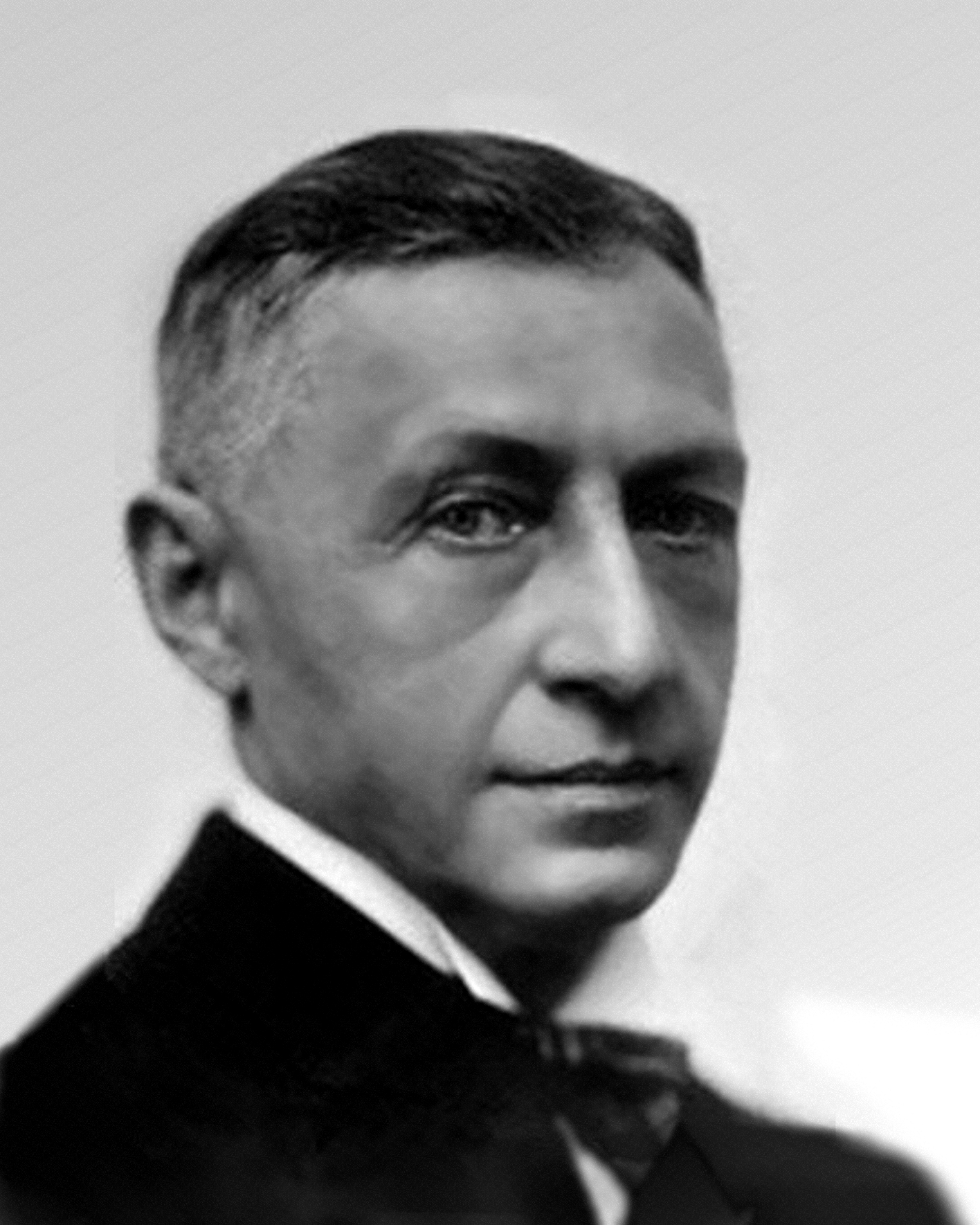
Ivan Bounine 1933, année du Prix Nobel

En 1933, Bounine est le premier écrivain russe à se voir décerner le Prix Nobel. Cette reconnaissance, selon l'écrivain, était principalement liée à la Vie d'Arséniev, mais officiellement elle couronnait toute son œuvre.

## Histoire de la création
Bounine a commencé à écrire à Grasse à l'été 1927. À en juger par les notes du journal de la poétesse Galina Kouznetsova, qui aidait Bounine lors de la rédaction de ses brouillons, l'écrivain « se tuait sur son Arséniev », en recommençant chaque chapitre à plusieurs reprises, en polissant chaque phrase. Dès la fin octobre, la version dactylographiée de la première partie était prête, mais Bounine ne se décidait pas à envoyer cette version à l'impression :

« Avec le fond de son caractère, il ne peut travailler plus avant sans s'être détaché de l'ouvrage précédant. <…> Ivan Alexeievitch ne peut parler de rien sinon d'un livre, tout en marchant comme un somnambule. »

Plus tard, en discutant avec Galina Kouznetsova de l'épisode de la première partie du livre, qui raconte un amour adolescent du héros pour la jeune Ankhen, Bounine a commencé à parler de Sacha Rezvaïa, une voisine à cause de laquelle il n'a pas dormi pendant plus d'un mois dans sa jeunesse. De telles conversations-souvenirs se sont poursuivies durant toute la composition de l'ouvrage. À la fin juillet 1929, le quatrième livre a reçu ses dernières mises au point. Après six mois, Bounine a envoyé des exemplaires d'auteur, à publier par la maison d'édition Sovremennye zapiski. Ses rédacteurs Élie Fondaminsky-Bounakov et Marc Vichniak (en) ont encouragé Bounine durant deux ans, se disant prêts à publier la Vie d'Arséniev même inachevé ; leur appréciation enthousiaste de la troisième partie a encouragé l'écrivain, qui de temps à autre avait des doutes et se demandait s'il était vraiment possible de « raconter ce que c'est vraiment la vie ».
Le travail sur la cinquième partie, intitulée Lika, s'est avérée également difficile. Bounine, durant douze heures, ne s'est pas levé de son siège de bureau ; il était complètement perdu dans ses souvenirs et selon le témoignage de Kouznetsova, il ressemblait à « un ermite, un mystique, un yogi » :

« Il est tellement plongé dans la reconstitution de sa jeunesse, que ses yeux ne vous voient pas et que souvent il répond à des questions de manière purement mécanique et superficielle. »

Le cinquième livre a été terminé en 1933 et a été publié dans deux numéros de la revue Sovreménnye zapiski (no 52, 53).

## Sujet
Le récit se déroule sous le nom d'Alexeï Arséniev, qui se souvient de son enfance et de sa jeunesse. Il est né dans le domaine de son père, dans la ferme de Kamenka, située en Russie centrale ; les premières impressions de la vie du garçon sont associées, en hiver, aux champs de neige sans fin et, en été, à l'odeur de l'herbe. Alexeï a deux frères qui sont déjà sortis du nid familial et deux sœurs, Nadia et Olia ; chez eux vit également une nounou ; de temps en temps, la famille va rendre visite à la grand-mère dans son domaine de Batourino.

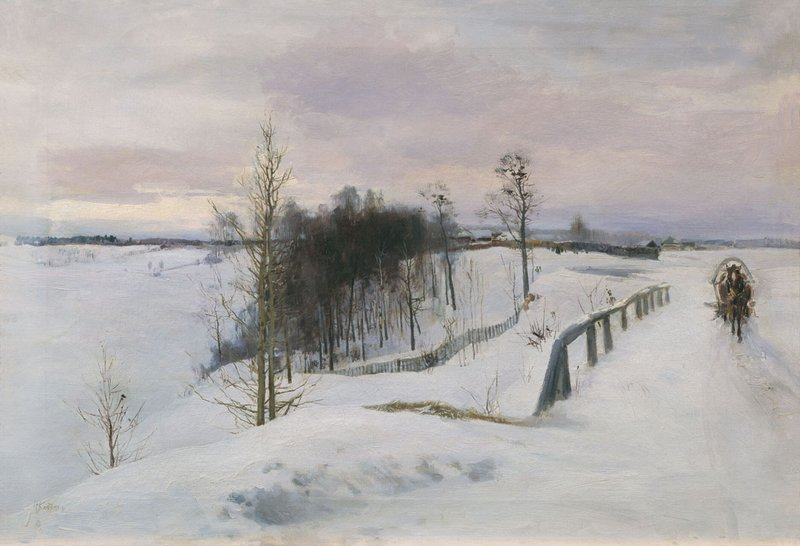
Paysage d'hiver au pont et au traineau par Nikolaï Klodt

Le garçon grandit et un précepteur, du nom de Baskakov, vient vivre au domaine familial. Il devrait préparer Alexeï pour le concours d'admission au lycée, mais il ne montre pas beaucoup de constance dans sa tâche : il apprend à compter et à lire au garçon, puis il considère que sa tâche est accomplie. Au lieu du programme préparatoire, il raconte à Alexeï l'histoire de sa vie et lit à haute voix des livres sur Robinson Crusoé et Don Quichotte.
Alexeï réussit facilement son admission au lycée ; mais quitter la propriété pour la ville et vivre dans une famille étrangère lui est difficile. Le garçon erre dans les chemins pendant des journées et le soir il passe son temps à lire ou à écrire des poèmes en vers. Le véritable choc qu'il reçoit alors est la nouvelle de l'arrestation de son frères Georges, qui a rejoint le mouvement Narodnaïa Volia. Georges échappe à l'exil sibérien et est seulement envoyé pour trois ans à Batourino où il doit rester à demeure. Toute la famille Arséniev y déménage à cette époque ; bientôt, après avoir quitté le lycée, Alexeï y vient également.
Le jeune homme a quinze ans, quand ses premiers poèmes commencent à être publiés ; la réaction à la première publication dans la revue de Saint-Pétersbourg est un véritable coup de foudre. Puis commence cette partie de sa vie qu'Alexeï désigne lui-même comme des années d'errance sans plus de foyer. Il quitte la propriété familiale et part vivre à Kharkov, passe la nuit dans des relais postaux en Crimée, poursuit sa route vers Kiev et Koursk. À Oriol, le jeune homme est retenu longtemps : il entre dans la rédaction du journal local Golos, et il reçoit une offre d'association et en même temps une avance sur salaire. Mais il rencontre aussi Lika.
Lika aime le théâtre et la musique ; son père prévient Alexeï des humeurs changeantes de sa fille. Néanmoins le premier hiver se passe bien entre eux. Puis ils se séparent et Alexeï vit cela très difficilement. Il lui reprend l'envie de voyager : Smolensk, Vitebsk, Saint-Pétersbourg. À la gare de Finlande, Alexeï envoie un télégramme à Lika l'informant de son retour. Ils se retrouvent.
Bientôt les amoureux partent ensemble dans une petite ville d'Ukraine. Alexeï trouve un emploi, part souvent en voyage d'affaires, fait la connaissance de gens intéressants. Mais il a besoin de l'amour de Lika et en même temps veut rester libre. Un jour, la jeune fille, sentant qu'Alexeï s'éloigne inexorablement, lui laisse une lettre d'adieu et disparaît. Les premières nuits qui suivent, Alexeï est sur le point de se suicider ; puis il quitte son emploi. Ses tentatives de retrouver Lika sont infructueuses ; le père de Lika lui apprend que sa fille a interdit à quiconque de dévoiler l'endroit où elle se trouvait.
Incapable de supporter sa douleur affective, le jeune homme retourne à Batourino. Il y attend des nouvelles de Lika tout l'hiver et, au printemps, il apprend qu'elle est revenue chez elle avec une pneumonie et qu'elle est morte une semaine plus tard. Avant de mourir, elle a demandé d'informer Alexeï de sa mort le plus tard possible.

## Division en cinq livres
La Vie d'Arséniev est divisée en 5 livres : chacun est associé à une étape dans la vie du héros. Le premier est composé des premières impressions dans la vie, des paysages observés, de souvenirs plus imprécis. Le deuxième est consacré aux études d'Arséniev au gymnase et dans la maison où il est en pension dans la famille Rostovtsev. La troisième partie est l'histoire des premiers amours. La quatrième est la description des voyages d'Arséniev en Russie. La cinquième c'est une histoire distincte sur Lika qui ressemble au futur ouvrage Les Allées sombres : un récit court mais franc sur l'amour.

## Motifs autobiographiques

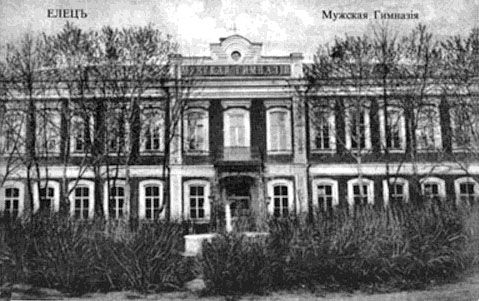
Ielets, gymnase des garçons où ont étudié Mikhaïl Prichvine et Bounine

Ce livre est, selon l'appréciation de Vladislav Khodassevitch, une « autobiographie inventée d'un personnage ». De nombreux faits sont toutefois repris de la vie même de Bounine. Les chercheurs ont établi que Kamenka, où est né et où a passé son enfance Alexeï Arseniev, c'est une ferme de Boutirka dans le district d'Ielets. Batourino, où vivait la grand-mère, rappelle la propriété proche d'Ozerka. Le déménagement du jeune Arséniev dans la ville et son hébergement chez d'autres gens peu accueillants est un écho de sa propre vie à Ielets chez un petit bourgeois du nom de Biakine et de l'école où il a étudié. Le prototype du précepteur familial Baskakov c'est l'instituteur Romachkov dans le roman. Le frère Georges, c'est le frère de Julie dans la vie : il a été membre de la Narodnaïa Volia et a été arrêté réellement.

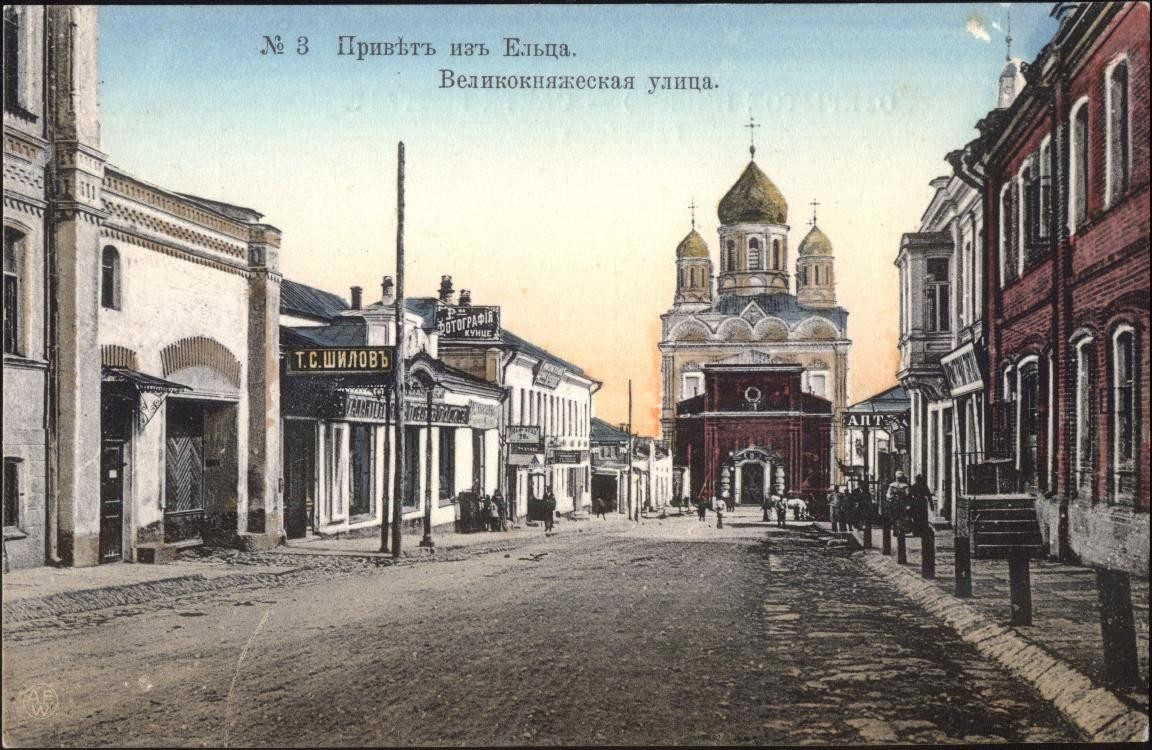
Ielets, carte vue postale de la rue de la Grande Principauté

Plusieurs chapitres du livre sont consacrés à la description du premier amour de jeunesse du jeune Alexeï : son élue était une jeune fille nommée Ankhen. Le prototype de celle-ci c'était la servante des voisins de Bounine, Emilia. Ils se sont séparés, dans l'histoire, durant leur jeunesse, mais les personnages réels se sont retrouvés des décennies plus tard ; comme s'en souvient Vera Mouromtseva. Émilia a retrouvé Ivan Bounine lors d'une conférence en 1938 à Tallin (Revel).

## Lika. Prototypes possibles

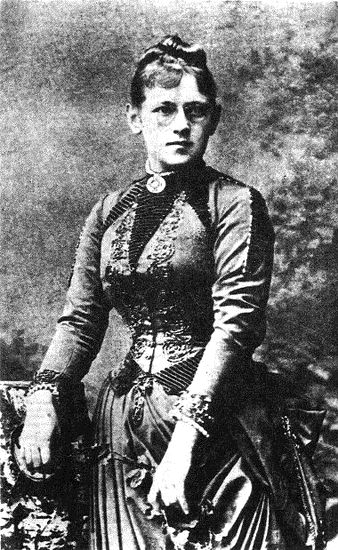
Varvara Pachtchenko. 1892

Bounine affirme que Lika est une héroïne imaginaire ; elle a été créée « sur base seulement d'une partie de l'essence du vécu ». Cependant, les critiques littéraires croient que l'histoire d'amour d'Arséniev pour Lika est fondée sur un véritable drame réel de Bounine lui-même, qui dans sa jeunesse a été passionnément amoureux d'une femme non mariée du nom de Varvara Pachtchenko (1869-1918). Ils se sont rencontrés à la rédaction de la revue Orlovski vestnik (ru), où la jeune fille, qui venait de terminer le gymnasium, travaillait comme correctrice. Elle se distinguait par son caractère obstiné, portait des lunettes, se considérait émancipée et était toujours entourée d'admirateurs. Comme Lika, elle s'intéressait à la musique, adorait le théâtre ; dans ses projets d'avenir il y avait le conservatoire et une carrière d'actrice. Dans une lettre à son frère Jules (ru) (1890), Bounine la décrit comme « une grande fille aux très beaux traits » qui lui semblait au début « fière et infatuée » ; un an plus tard, il n'imaginait plus sa vie sans elle:

« Ma précieuse, mon bébé, ma colombe ! Mon âme est remplie d'une tendresse infinie pour toi, je ne vis que pour toi. Varenka ! comme je me languis de toi à ces moments là ! Est-il possible de l'écrire ? Non, je veux m'agenouiller devant toi maintenant, pour te voir toute entière, pour que dans mes yeux brillent toute ma tendresse et mon attachement à toi. »

Dans le livre de Bounine, le père de Lika prévient le héros que sa fille n'est pas en couple. Mais dans la vie, le docteur Pachtchenko refuse catégoriquement de voir son ami, un jeune homme de 19 ans, sans éducation et sans argent. Les rapports dans le couple étaient parfois difficiles : ainsi, en 1892, Varvara écrit dans une lettre à Jules qu'ils étaient tous les deux épuisés par leur précarité et leur état d'indigence. Les disputes avec Vania duraient parfois plus d'un mois. La rupture finale du couple a lieu à Poltava en 1894 ; Varvara laisse une lettre à Bounine « Je pars, Vania, ne te souviens pas de moi en mal » et comme Lika elle disparaît à jamais de la vie du jeune homme. Son départ a eu une telle influence sur Bounine que « ses proches craignaient pour sa vie ». Bientôt la jeune fille épouse un acteur écrivain Arseni Bibikov (ru).
Vera Mouromtseva-Bounina a écrit plus tard que « Lika a une ressemblance lointaine avec Varvara Pachtchenko » ; selon l'opinion de la femme de Bounine Vera Mouromtseva, « l'héroïne avait les traits de toutes les femmes dont Bounine s'éprenait et qu'il aimait ».

« Il y a beaucoup de livres sur l'amour. Tous les livres parlent d'amour. Mais les meilleurs ne sont que cinq ou six. Même s'il n'y en a que cinq, parmi eux se trouvera Lika d'Ivan Bounine, écrivain russe. Vérifiez. »

— Mikhaïl Rochtchine
.

## Critiques
La sortie de La Vie d'Arséniev a suscité de nombreuses réactions, d'abord dans les milieux de l'immigration, puis, après la traduction dans les principales langues européennes, dans la presse étrangère. Ainsi, Mark Aldanov remarque non seulement « un charme incompréhensible », inhérent à l'œuvre de Bounine, mais a également appelé ce livre « l'un des plus brillants de toute la littérature russe ». Le critique Wladimir Weidlé, avant même la fin de la publication dans la revue, écrit que La Vie d'Arséniev est « la quintessence de toute l'œuvre de Bounine » et « le livre le plus complet de Bounine ». C'est « l'une des plus belles œuvres de notre littérature » estime Iouli Aikhenvald (en): « Finalement nous avons en face de nous, non seulement la biographie d'Arséniev mais un témoignage artistique sur la Russie. »
Cependant, tous les représentants de la critique littéraire n'ont pas accueilli La Vie d'Arseniev aussi favorablement. Ainsi, D. S. Mirsky rejette le livre de Bounine aux motifs qu'il « règne dans cet ouvrage un désordre flou aggravé par d'abondantes réflexions métaphysiques ». Après la sortie de la traduction anglaise de La Vie d'Arséniev réalisée par Gleb Strouve (en) et Hamish Miles, des évaluations négatives lui ont été attribuées par plusieurs critiques anglo-américains. Babette Deutsch (en) a répondu à la sortie de l'édition américaine par une critique moqueuse, affirmant que Bounine avait créé « une œuvre décousue de souvenirs (on peut l'appeler roman mais par courtoisie seulement) ». C'est pour elle une autobiographie voilée, qui « ressemble à l'essai d'un triste graphomane. La brume de la rhétorique recouvrant les descriptions les plus vivantes, et tout le livre étant enveloppé dans un brouillard de larmes inexplicables et insensées ». Edwin Muir accuse Bounine d'idéaliser inutilement le passé, dans « une espèce de cécité délibérée », qui « empêche le roman d'être objectif et vraiment pertinent ».

## Caractéristiques littéraires

### Genre
Des controverses sur l'appartenance à un genre de La Vie d'Arséniev sont apparues avant la fin de la publication dans la revue qui publiait l'ouvrage. Les critiques littéraires ont essayé durant plusieurs années de trouver le genre de l'œuvre, et ils sont unanimes à estimer qu'il est difficile de l'appeler roman dans le sens habituel donné à ce mot. Certains (Iouli Aikhenvald (en), Gueorgui Adamovitch, Piotr Pilski) l'ont appelée roman, mais Bounine lui-même était catégoriquement opposé à la désignation de son livre par ce genre littéraire. Dans une lettre adressée à Vladislav Khodassevitch, dans laquelle il l'informe de la sortie de son livre Lika, il s'exprime clairement à ce sujet : « Vous recevrez bientôt (ou vous avez reçu) de mon nouvel éditeur, I. N. Blok, mon nouveau livre (Lika) et il se peut que vous consultiez et donniez votre avis à son propos avant que je vous l'envoie moi-même (au début avril). Alors, dans ce cas, soyez assez aimable de ne pas me considérer responsable du mot que vous verrez sur la page de titre, roman : ce mot est apparu à mon insu sur ce livre par la grâce de mon éditeur (et m'a mis dans une rage, dont seule est capable la race des poètes qui sort de ses gonds pour un rien). »
Vladislav Khodassevitch, dans une critique de la version parue dans la revue sur La Vie d'Arséniev, arrive à la conclusion que « ce texte appelé roman est très conventionnel, peu profond et approximatif. Il lui manque ce qui est nécessaire à un roman : une unité intérieure basée sur l'unité de l'intrigue (intrigue — développement — dénouement), alors qu'il ne présente une unité que par son seul héros. Il est beaucoup plus exact de définir La Vie d'Arséniev comme une autobiographie fictive ou comme l'autobiographie d'un personnage fictif ». Pour Kirill Zaïtsev (ru), « dans La Vie d'Arséniev il y a quelque chose qui tient de l'épopée ». Igor Demidov (en) insiste sur le fait que « le lecteur n'a pas devant lui un roman, mais un poème dans son lent développement, comme s'il s'agissait d'une épopée tranquille ». Alexandre Nazarov, dans le cadre de la traduction en anglais de La Vie d'Arséniev, l'appelait « une autobiographie, une livre de souvenirs », qui, « comme dans les œuvres plus anciennes de Bounine, semble être d'abord un splendide poème, conçu sous une forme sobre et réaliste en prose. » Gleb Struve (en) définit l'ouvrage comme « une autobiographie transformée en roman », et Fiodor Stepoun (en) considère le livre comme « la liaison d'une poème philosophique avec un motif symphonique ».
La professeur à l'Université d'État de Moscou Lidia Kolobaieva propose une définition de l'ouvrage comme suit : « le roman du flux de la vie ». Selon Youri Maltsev, La Vie d'Arséniev est « le premier roman phénoménologique russe » ; la base d'une œuvre de ce genre n'est pas le souvenir, mais « la reconstitution de sa perception de la vie ». Un principe narratif similaire se retrouve dans les romans Ulysse de James Joyce ou Du côté de chez Swann de Proust.
La docteur en philologie Lioudmila Kaïda (ru) considère La Vie d'Arséniev comme une espèce d'essai sur la prose, sur la personnalité de l'écrivain, sur l'amour, sur la musique, la vie et la mort.

### Thème principal
L'un des thèmes principaux de La Vie d'Arséniev est la mémoire. Le passé est revécu au moment de l'écriture et nous n'y trouvons pas le temps narratif des romans traditionnels, mais le temps vivant du narrateur. Pour recréer des images de sa vie passée, Bounine utilise la méthode de la transfiguration poétique ; son héros observe que les proches parents, les frères, les gens qui sont chers, existent dans le monde tant qu'il y a quelqu'un qui se souvient d'eux vivants : « Quand je mourrai ils seront complètement finis ».
Selon Oleg Mikhaïlov (ru), le livre de Bounine est un voyage de l'âme du héros poète, qui perçoit avec acuité toutes les manifestations, les sons, les beautés du monde. Alexeï Arséniev possède une sensibilité élevée à la vie ; sa vue lui permet de voir les sept étoiles dans les Pléïades, et son ouïe est telle qu'il est capable à des vertes d'entendre les sifflements de la marmotte dans les champs, le soir.
Le critique littéraire hongrois Zoltán Hajnády considère que la Vie d'Arséniev ne décrit pas seulement le développement de la vie du héros mais aussi son devenir en tant qu'écrivain. Les premières allusions au fait qu'Alexeï se prépare à un parcours littéraire, le lecteur peut les entendre dans les propos du père du garçon qui réagit calmement au refus de son fils d'envisager une carrière civile classique. Avec l'âge, le jeune homme est de plus en plus conscient que sa dissolution complète dans l'amour « entrave ses forces créatives ». Hajnády est convaincu que le poète Arséniev voit en Lika non seulement la femme, mais surtout une Muse déesse de la créativité spirituelle.

### Couleurs et sons
Les descriptions de paysages dans la Vie d'Arséniev s'apparentent à des œuvres impressionnistes ; en même temps, elles sont proches des haïkus, en ce qu'elles imposent de faire mention de telle ou telle période particulière de l'année. En même temps, Bounine explique dans une de ses lettres comment est apparue chez lui une telle précision dans ses descriptions de paysages :

« Ce sont les artistes qui m'ont appris cet art. Les poètes ne peuvent pas décrire l'automne parce que décrire la couleur du ciel leur est difficile. Les poètes français José-Maria de Heredia, Leconte de Lisle ont atteint une niveau de perfection remarquable dans leurs descriptions. »

La couleur est si importante pour Bounine, que c'est avec son aide qu'il parle de ses sentiments les plus intimes. L'écrivain a toujours aimé le mauve, mais dans les dernières pages du livre, quand Arséniev, quelques années plus tard, voit Lika en rêve, elle est vêtue de vêtements noirs de deuil ; l'élévation des sentiments, vécue par l'écrivain au moment de l'apparition de la jeune fille, est relié au symbolisme de la couleur, pour marquer la fin tragique de l'amour.
Les sons ont autant d'importance pour Bounine. Le vocabulaire du narrateur vous permet d'entendre tous les mouvements du monde : le léger clapotis de l'eau, les gazouillis des oiseaux, les chants de l'office religieux. En parlant des analogies musicales, le romancier Nikolaï Smirnov (ru) compare La Vie d'Arséniev à la Symphonie no 3 de Sergueï Rachmaninov ; ces œuvres relient entre eux les souvenirs lumineux de l'enfance et de la jeunesse, la nostalgie des petits potagers familiaux disparus de Russie, « le même poids accablant de la réflexion sur la mort ».

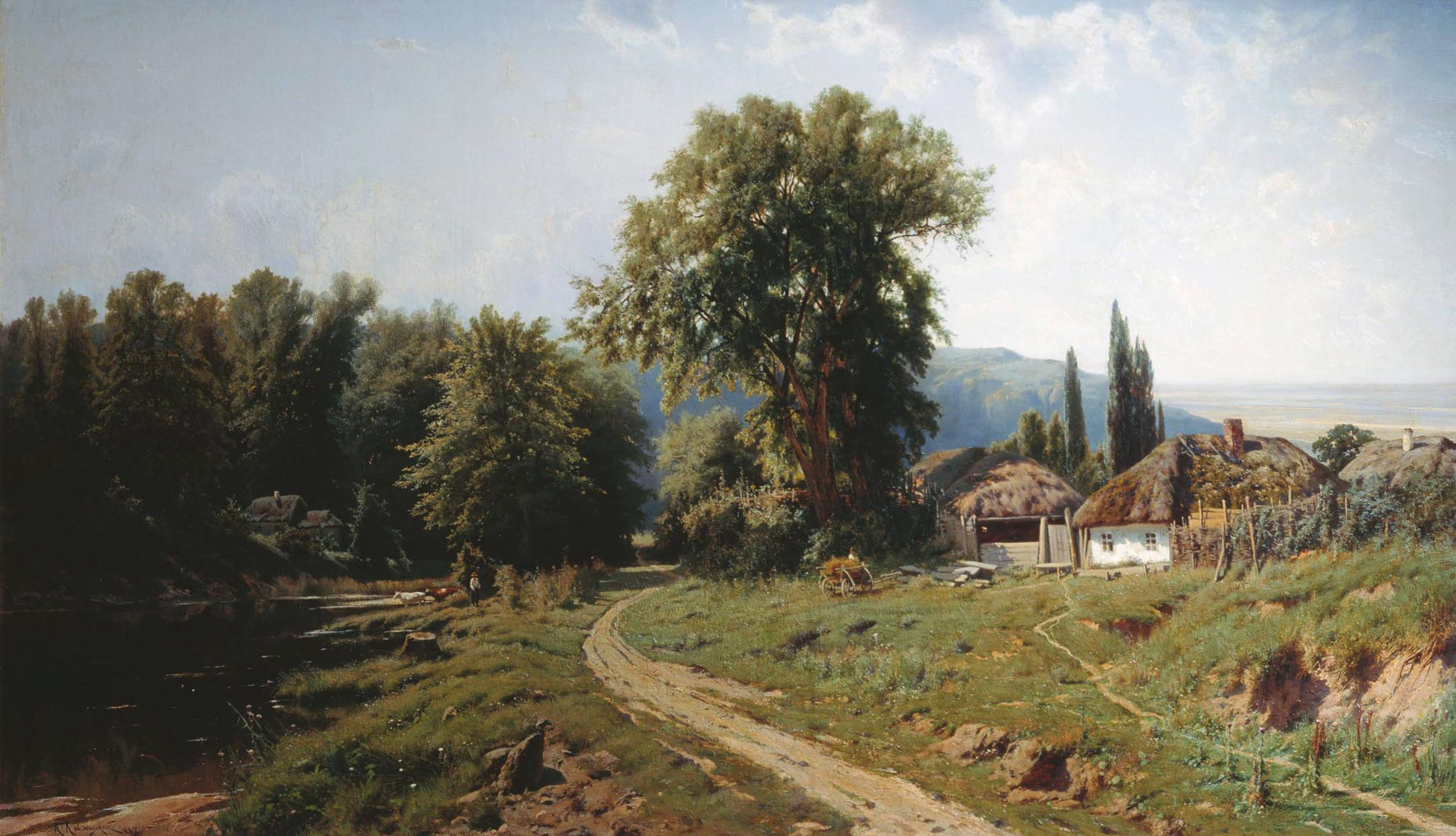
Khoutor en Petite Russie par Constantin Kryjitski (1884)

### Parallèles littéraires
L'œuvre de Bounine n'est pas à ranger dans les autobiographies de la vie de petits propriétaires terriens de la noblesse russe. Selon l'expression d'Oleg Mikhaïlov, il verrouille le cycle commencé par Sergueï Aksakov (Chronique de famille , Années d'enfance de Bagrov-le-petit-fils (ru)) et Léon Tolstoï (Enfance, Adolescence, Jeunesse). Selon son biographe Alexandre Baboreko, La Vie d'Arséniev se différencie et par sa forme et dans la manière de l'auteur.
Le philologue Alexeï Varlamov est convaincu qu'il existe plus de proximité artistique entre Vie d'Arséniev et le roman de Mikhaïl Prichvine La chaîne de Kachtcheï (Кащеева цепь, 1923-1954 ; publié en 1960). Dans son enfance, Prichvine et Bounine ont fréquenté le même lycée à Ielets. On ne sait s'ils se sont rencontrés dans la vie étant donné leur différence d'âge de trois années (Bounine est né en 1870 et Prichvine en 1873). Néanmoins, dans les années 1920, chez les deux auteurs, « séparés non seulement par la distance, mais aussi par la frontière de deux mondes et de statuts d'écrivains », naissent simultanément des desseins proches par le sujet des œuvres. Les héros des deux livres surmontent des tentations juvéniles à la recherche d'eux-mêmes et de leur salut. En 1943, Prichvine écrit dans son journal : « J'ai lu attentivement Bounine et soudain j'ai compris qu'il était le plus proche de moi parmi tous les écrivains russes ».

### Bounine a-t-il reçu le prix Nobel en 1933 pourLa Vie d'Arseniev?
La critique littéraire affirme souvent que le prix Nobel a été attribué à Bounine pour La Vie d'Arséniev : officiellement ce n'est pas le cas. Le comité l'a attribué « Pour la maîtrise rigoureuse avec laquelle il développe les traditions de la prose classique russe ». Par ailleurs, l'attribution du prix a été évoquée bien avant la parution de la Vie d'Arseniev : dès le début des années 1920, un débat avait surgi qui posait la question de savoir quel écrivain russe deviendrait le premier prix Nobel. Le candidat estimé le plus probable était Maxime Gorki mais, outre le nom de Bounine, ceux d'Alexandre Kouprine et de Dimitri Merejkovski étaient souvent cités.
Il n'y avait pas de composante politique dans l'attribution du prix. Bounine n'a pas été choisi comme un sommet de la littérature soviétique. Tous les débats ont porté sur la question de savoir lequel parmi Gorki, Kouprine, Merejkovski, Bounine, était le plus digne de recevoir le prix pour les cent dernières années de la littérature russe. De telle manière que le prix récompense à la fois Léon Tolstoï, Anton Tchekhov, Dostoïevski et Tourgueniev. L'attribution a démontré que c'était Bounine qui était le candidat idéal à cet effet.